# Янко Стойчев
Янко Тодоров Цонкин Стойчев  е български революционер, деец на Вътрешната македоно-одринска революционна организация.

## Биография
Янко Стойчев е роден на 14 януари 1876 година в град Малко Търново, тогава в Османската империя, в семейството на Тодор Стойчев и Керекица Янкова. Завършва IV отделение в Малко Търново. Учи дърводелство и работи като дърводелец. Присъединява се към ВМОРО в 1903 година, посветен от войводата Георги Кондолов. Заподозрян от властите, е принуден през март 1903 година да стане нелегален и влиза в четата на Кръстьо Българията. По време на Илинденско-Преображенското въстание е съединените чети на Цено Куртев и Петър Ангелов. Взима участие в нападението над Корфу колиби, нападението на Инеада, превземането на Ахтопол и на други места.
Умира на 2 май 1942 година.
На 8 февруари 1943 година вдовицата му Куда Янкова Тодорова на 56 години, родена в и жителка на Малко Търново, подава молба за българска народна пенсия. Молбата е одобрена и пенсията е отпусната от Министерския съвет на Царство България.